# María Pilar Sol Cortés
María Pilar Sol Cortés   (Alacant, 27 de desembre de 1966) és una advocada i política valenciana, diputada a les Corts Valencianes en la VIII legislatura.

## Biografia
El seu pare fou alcalde d'Aigües durant el franquisme. Llicenciada en dret, de 1991 a 2992 va exercir com a lletrada especialitzada en dret civil i dret mercantil. En 2002 va ingressar com a funcionària tècnica de l'administració general a l'ajuntament d'Alacant. Militant del Partido Popular, a les eleccions municipals espanyoles de 2003 i 2003 fou elegida alcaldessa de l'ajuntament d'Aigües.
En desembre de 2011 va substituir en el seu escó Eva Ortiz Vilella, escollida diputada a les eleccions a les Corts Valencianes de 2011 i que renuncià al seu escó per tal d'ocupar-ne un altre al Parlament Europeu.
Durant el seu mandat ha assolit certa notorietat per les seves declaracions polèmiques, com que els aturats es compren amb les ajudes teles de plasma, de les que més tard demanà disculpes a twitter i per les que ha manifestat haver rebut amenaces.